# 冰之山
冰之山（氷ノ山'，ひょうのせん）又稱須賀之山，是一座位於兵庫縣養父市與鳥取縣八頭郡若櫻町縣境處的山峰，海拔1510米，為日本二百名山之一。冰之山是兵庫縣的最高峰，是僅次於大山的中國地方第二高峰。山上设有供游客游玩的滑雪場。